# 黄珠洲乡
黄珠洲乡，是中华人民共和国湖南省常德市鼎城区下辖的一个乡镇级行政单位。

## 行政区划
黄珠洲乡下辖以下地区：
交通街社区、黄珠村、杨家村、秧田村、福民村、信阳村、邓家村、四百村、康乐村、长湖村、介福村、上河村和荷包村。